# Blanche Miroir
Blanche Émelie Philippe dite Blanche Miroir, née le 17 février 1859 à Troyes et morte le 6 juin 1938 à Neuilly-sur-Seine, est une actrice de théâtre française.

## Biographie
Prétendue fille d'un musicien, musicienne elle-même, Blanche Miroir débute en 1874 et fait des créations aux Bouffes et à la Renaissance, où elle double même Jeanne Granier dans le Petit Duc. 
En 1877, elle est victime, avec d'autres artistes, d'une affaire d'excitation de mineures à la débauche
N'ayant pas d’engagement à Paris, l'ex-pensionnaire des Bouffes et de la Renaissance va jouer l'opérette à Saint-Pétersbourg pendant quatre ans puis retourne à Paris en 1883 et cherche un engagement, elle en trouve un à Bruxelles. Mme Olga Léaut l'engage à l'Alcazar royal et la fait débuter dans Madame Favart, en même temps que Noémie Vernon. Elle défraye la chronique quand elle reçoit une balle derrière l'oreille gauche tiré par son amant, le Comte Jean de Lagoda (Лагода), qui se tire deux coups de revolver dans la tempe gauche et meurt,. L'officier russe, qui a perdu sa fortune et que la jeune actrice a quitté à Saint-Pétersbourg, aurait déjà provoqué le musicien Paul Puget ou l'acteur Félix Puget, selon les sources, et un combat à l'épée aurait eu lieu la veille aux environs de Paris. Le Russe fut blessé légèrement au bras droit,. La frontière est floue entre le monde du spectacle et demi-monde. En 1884, elle est au centre d'un procès intenté à son amant habitant Anvers par sa femme qui demande le divorce. 
Après avoir gardé à Bruxelles, aux Galeries Saint-Hubert, l'emploi de première chanteuse, elle rentre à Paris. Elle est engagée par Delphine Ugalde aux Bouffes-Parisiens, contrat qu'elle résilie à l'amiable en 1886. Elle passe et reste pendant quelques saisons au Châtelet, où tantôt elle joue des coquettes dans le drame, tantôt elle tient des rôles de chant. Elle opte définitivement pour la comédie et entre dans la troupe du Théâtre de la Porte-Saint-Martin, choisie par Victorien Sardou pour le personnage de Madame Bérillon, dans Thermidor, elle crée dans Jacques Callot le personnage de Méala. 
Elle part pour une vaste tournée organisée par l'imprésario Théodore de Glaser, du 22 janvier au 10 mai 1897 dans toute l’Europe avec la compagnie de Marcelle Josset, avec Jean Coquelin, André Antoine, Camille Dumény, Mme Patry. En quatorze semaines, elle va parcourir des dizaines de milliers de kilomètres en train et en bateau et vont jouer dans dix-neuf villes et dans onze pays : Belgique, Allemagne, Russie, Roumanie, Turquie, Asie-Mineure, Egypte, Autriche-Hongrie et Suisse. La troupe s’arrête dans chaque ville environ quatre à cinq jours pour y jouer : Les Amants de Maurice Donnay, L’Été de la Saint-Martin et Marcelle de Victorien Sardou, Les Demi-Vierges de Marcel Prévost, L’Âge difficile de Jules Lemaître et Frou-Frou de Ludovic Halevy et Meilhac, La Parisienne, Le Gendre de M. Poirier d'Émile Augier, La Vie de Bohême. 
Elle joue le rôle de Lise, lors de la première de Cyrano de Bergerac en 1897.
Elle quitte la scène après son mariage avec Jean Coquelin le 18 mai 1910 à Neuilly sur Seine. Les témoins du marié sont Edmond Rostand et Albert Carré ceux de la mariée, Henri Hertz et Mme Michel.

## Répertoire
- 1874 : Les Bibelots du diable, féérie-vaudeville en trois actes de Théodore Cogniard et Clairville, Théâtre de la Renaissance.
- 1874 : La Famille Trouillat, opérette en trois actes de Léon Vasseur,Théâtre de la Renaissance : Pervenche.
- 1875 : La Petite Mariée, opéra-bouffe en 3 actes d’Eugène Leterrier et Albert Vanloo, musique de Charles Lecocq, création à Paris, théâtre de la Renaissance, le 21 décembre 1875
- 1876 : Le Moulin du Vert-Galant, opéra-comique en trois actes de Gaston Serpette aux Bouffes-Parisiens : Jeanne
- 1876 : La Boîte au lait, opéra-bouffe en quatre actes de Jacques Offenbach, sur un livret de Eugène Grangé et Jules Noriac, créé le 3 novembre 1876 aux Bouffes-Parisiens, salle Choiseul [N 5].
- 1877 : Les Trois Margot opérette en 3 actes de Henri Bocage et Henri Chabrillat, musique de Charles Grisart, Bouffes-Parisiens
- 1877 : Madame l'archiduc, opéra-bouffe en trois actes de Jacques Offenbach, sur un livret de Albert Millaud, reprise aux Bouffes-Parisiens
- 1877 : La Sorrentine, opérette bouffe en trois actes, livret de Jules Noriac et Jules Moinaux, musique de Léon Vasseur, représenté aux Bouffes-Parisiens le 24 mars 1877.
- 1878 : Babiole, opérette de Clairville et Octave Gatineau, musique de Laurent de Rillé, création le 16 janvier 1878 aux Bouffes-Parisiens[N 6]
- 1878 : Les Bijoux de Jeannette, opéra-comique en un acte, livret de Marc Constantin, musique d’Amédée Godart, représenté au théâtre de la Renaissance le 9 août 1878.
- 1878 : Le Petit Duc, opéra-bouffe d'Henri Meilhac et Ludovic Halévy, musique de Charles Lecocq, Théâtre de la Renaissance
- 1883 : Madame Favart, opéra-comique en trois actes de Jacques Offenbach, livret d’Alfred Duru et Henri Chivot, Alcazar royal de Bruxelles.
- 1883 : La Filleule du roi, Alcazar royal de Bruxelles.
- 1883 : Donna Juanita d’Eugène Leterrier et Albert Vanloo, musique de Franz von Suppé[N 7], Galeries Saint-Hubert : Patrita
- 1885 : Les Cents Vierges, opéra-comique de Clairville, Henri Chivot et Alfred Duru, musique de Charles Lecocq aux Bouffes-Parisiens[N 8]
- 1885 : La Mascotte opéra-comique en trois actes d'Edmond Audran, sur un livret d'Henri Chivot et d'Alfred Duru, reprise aux Bouffes-Parisiens : Fiametta
- 1886 : Il était une fois... opérette en 3 actes, livret d’Adolphe Jaime, Doré et Sémiane, musique d'Oscar de Lagoanère, création le 1er mai 1886 aux Menus-Plaisirs

## Théâtre
- 1887 : La Chatte blanche, féerie en 3 actes, texte de Théodore et Hippolyte Cogniard, Châtelet : La Fée des bruyéres.
- 1888 : Revue du théâtre de l'Alacazar.
- 1892 : Madame l'Amirale, féerie en 5 actes d’Ernest Blum et Raoul Toché, création le 17 septembre 1892, Châtelet.
- 1894 : Le Trésor des radjahs, pièce à grand spectacle en cinq actes d'Adolphe d'Ennery et Paul Ferrier, Châtelet.
- 1894 : Les Pirates de la savane, drame à grand spectacle en cinq actes , d'Anicet Bourgeois et Ferdinand Dugué[N 9], Châtelet.
- 1895 : Don Quichotte, pièce de Victorien Sardou, Châtelet.
- 1895 : Thermidor de Victorien Sardou[N 10], Théâtre de la Porte-Saint-Martin : Madame Bérillon,
- 1896 : Jacques Callot, drame de Henri Cain, Eugène Adenis et Édouard Adenis (14 septembre), Théâtre de la Porte-Saint-Martin : Méala
- 1896 : Les Bienfaiteurs, comédie en 4 actes d'Eugène Brieux, mise en scène de Louis Péricaud (22 octobre) Théâtre de la Porte-Saint-Martin : Clara
- 1897 : La Mort de Hoche pièce en 5 actes en prose de Paul Déroulède (5 octobre) Théâtre de la Porte-Saint-Martin : mme Lacoste
- 1897 : Cyrano de Bergerac d'Edmond Rostand, première le 28 décembre 1897, Théâtre de la Porte-Saint-Martin : Lise
- 1899 : Plus que reine, drame en 5 actes, d'Émile Bergerat, Théâtre de la Porte-Saint-Martin : Mme Avrillon,dame d'atours de l'Impératrice.
- 1899 : Les Misérables de Paul Meurice et Charles Hugo d'après Victor Hugo (27 décembre), Théâtre de la Porte-Saint-Martin : La Thénardier
- 1900 : Jean Bart, drame en 5 actes d'Edmond Haraucourt, mise en scène de Louis Péricaud (5 avril) Théâtre de la Porte-Saint-Martin : La Small
- 1900 : Cyrano de Bergerac d'Edmond Rostand, reprise au Théâtre de la Porte-Saint-Martin
- 1901 : Quo Vadis ?, drame historique en cinq actes d'Emile Moreau, Théâtre de la Porte Saint-Martin, 16 janvier 1901[N 11]
- 1901 : Le Bourgeois gentilhomme Théâtre de la Porte Saint-Martin, 27 mars
- 1902 : Cyrano de Bergerac d'Edmond Rostand, reprise au Théâtre de la Porte-Saint-Martin, 15 avril, puis 600e
- 1903 : Les Femmes savantes, le député de Bombignac d'Alexandre Bisson, le Bourgeois gentilhomme, l'Abbé Constantin, tournée en province et à l’étranger de la troupe Théâtre de la Porte Saint-Martin du 24 septembre au 24 novembre
- 1904 : Cyrano de Bergerac d'Edmond Rostand, reprise au Théâtre de la Gaité
- 1907 : Madame la Maréchale d'Alphonse Lemonnier et Louis Péricaud au Théâtre de la Gaité
- 1910 : Quo vadis ? d'Émile Moreau à Marseille avec les tournées Simon.